# براكسيس (ممارسة)
براكسيس (بالإنجليزية: Praxis)‏ هي طريقة أو ممارسة يتمُّ من خلالها إنتاج نظريَّة أودرس ما أو مهارة معينة أو إدراك، هذا المصطلح موجود ومتكرِّر في تاريخ الفلسفة منذ وقتٍ قديم وتعود جذوره الأولى لكتابات أفلاطون وأرسطو وظهر أيضاً في أعمال سانت أوغسطين وفرانسيس بيكون وعمانوئيل كانط وكارل ماركس وسورين كيركيغارد وأنطونيو غرامشي ومارتن هيدغر وباولو فريري وغيرهم الكثير، ولهذه الممارسة وجود أيضاً في المجالات السياسية والتعليمية والطبيَّة المتنوعة.
يقول كالفن سراغ: «إنَّ طريقة براكسيس هي أسلوب للتواصل مع العالم ومع الآخرين وهي صلة الوصل أو نقطة الانطلاق للربط بين الفلسفة النظرية والتطبيقات العملية لها».

## الأصول
يشير مصطلح براكسيس في اللغة اليونانية القديمة إلى النشاط الذي يمارسه الناس الأحرار، وكان الفيلسوف اليوناني الشهير أرسطو يعتقد أنَّ هناك ثلاثة أنشطة أساسية للبشر: التفكير والإبداع والبراكسيس، تُقابل هذه الأنشطة العمليَّة أنشطة نظرية أخرى والهدف الرئيسي والنهائي منها هو الوصول للحقيقة، وفي نفس السياق قسَّم أرسطو المعرفة المشتقة من التطبيق العملي للبراكسيس لثلاثة جوانب: أخلاقية، اقتصادية، سياسيَّة.

## الماركسية
كان الفيلسوف البولندي أوغست شسكوفسكي «وهو من الهيغليين الجدد» أحد أوائل الفلاسفة الذين استخدموا مصطلح البريكسس على أنَّه عمل موجَّه نحو تغيير المجتمع في كتابه Prolegomena to a Historiosophy الذي نشر عام 1838، ومن جانبه أطلق الاشتراكي أنطونيو لابريولا في القرن التاسع عشر على الماركسية اسم «فلسفة البراكسيس»، وعاد هذا الوصف للماركسيَّة «بأنَّها فلسفة البراكسيس» ليظهر مرة أخرى في المُذكَّرات التي كتبها أنطونيو غرامشي في السجن، وفي كتابات أعضاء مدرسة فرانكفورت.

## حنَّة أرندت
في كتابها الحالة الإنسانية The Human Condition تقول الباحثة اليهودية الألمانية حنَّة أرندت إنَّ الفلسفة الغربية ركَّزت في أغلب الأحيان على التأمل النظري أكثر من التطبيق العملي وهو الأمر الذي أفقد الحركة الإنسانية الكثير من الصِلات اليومية بين الأفكار الفلسفية والحياة الحقيقية الفعلية، بالنسبة لأرندت يعدُّ تطبيق البراكسيس هو أعلى وأسمى أشكال الحياة العمليَّة، وبالتالي فهي تُشجِّع المزيد من الفلاسفة على الانخراط في الحياة السياسية اليومية لأنَّها تعتبر الإدراك الحقيقي الأفضل لحرية الإنسان، ووفقاً لأرندت فإنَّ قدرتنا على تحليل الأفكار ومناقشتها والانخراط في التطبيق العملي الفعال لها هو ما يجعنا بشراً متميِّزين.
في تقييم موريزيو باسرين دي أتريفيس «تُمثِّلُ نظرية أرندت في العمل وإحيائها للفكرة القديمة للبراكسيس واحدةً من أكثر المساهمات أهميَّةً في القرن العشرين، بالإضافة لذلك فإنَّه من خلال النظر للعمل كطريقة للتواصل الإنساني تستطيع أرندت تطوير مفهوم جديد للديمقراطية التشاركيَّة التي تتناقض بشكل مباشر مع أشكال السياسة البيروقراطية النخبوية التي تميَّز العصر الحديث».

## التعليم
يستخدم المعلِّمون أسلوب البراكسيس كطريقة لوصف أسلوب التعليم التجريبي بشكل دورات متتالية ومدروسة بعناية مثل تلك الدورات التي وصفها ديفيد كولب، من جهته يُعرِّف باولو فريري التلاعب الذي يتمُّ استخدامه في علم نفس المثقفين بأنَّه عمل موجَّه نحو تغيير الهياكل والأسس التعليمية، ومن خلال البراكسيس يمكن للأفراد المُضطهدين اكتساب وعي نقدي بحالتهم الخاصَّة والنضال من أجل حريَّتهم وخصوصاً من قبل شرائح المُعلمين والطلاب، في الفيلم الوثائقي New Order: Play at Home يصف المُشرف على السجلَّات في المصنع توني ويلسون البراكسيس بأنَّه تطبيق عملي نقوم من خلاله بفعل ما وبعد ذلك فقط نكتشف سبب قيامنا بذلك، قد يوصف البراكسيس أحياناً بأنَّه شكلٌ من أشكال التفكير النقدي الذي يجمع بين التأمل والعمل، وأحياناً يُنظر إليه على أنَّه تطوُّر الإجراءات المعرفية والجسدية معاً من خلال الدورة التالية:
- القيام بالإجراء
- النظر في آثار ونتائج هذا الإجراء
- تحليل النتائج من خلال التفكير فيها
- تغيير التصوُّرات ومراجعتها والتخطيط لها بعد تحليل النتائج
- تنفيذ هذه الخطط في الإجراءات الجديدة

كلُّ ذلك يخلق دورة كاملة يمكن مشاهدتها خلال الأوضاع التعليمية والتدريسية المختلفة.
يشير سكوت ومارشال (2009)، إلى ممارسة البراكسيس على أنَّها مصطلح فلسفي يصف العمل البشري في العالم الطبيعي والاجتماعي، من جهته يؤكد غرامشي (1999) في مختارات من دفاتر السجون إلى قوة التطبيق العملي للبراكسيس بالقول إنَّ: فلسفة البراكسيس لا تميل للبساطة بل للسعي لمفهوم وغاية عليا للحياة، وللكشف عن أوجه القصور والخلل في الدين والتراث والتفكير الكلاسيكي وغيرها من أشكال التفكير أحادية الجانب فإنَّ غرامشي ينادي في أعماله بالماركسية باعتبارها «فلسفة البراكسيس» واصفاً إياها بأنها طريقة ملموسة للتفكير الذي ينطوي بشكلٍ أساسي على المشاركة بين النقاش النظري والتجريب العملي على أرض الواقع ضد جميع الإيديولوجيات الأخرى، وفي النهاية يعتبر غرامشي الفلسفة الماركسية القائمة على طريقة البراكسيس بأنَّها الفلسفة الوحيدة الملائمة للعمل في عصرنا.

## الروحانية
البراكسيس أيضاً هي مفتاح للتأمل والروحانيَّة، حيث تركِّز في أحد جوانبها على اكتساب الخبرات بطريقة مباشرة من المفاهيم والأفكار المتنوعة مثل الاتحاد مع الإلهية والتي لا يمكن اكتشافها إلا عن طريق استخدام التطبيق العملي للبراكسيس بسبب عدم قدرة العقل على التعبير أو فهم اللانهاية، وقد أوضح ماتيو فوكس ذلك في مقابلته مع مجلِّة «يس» بالطريقة التالية:

## في الطب
إنَّ البراكسيس هي القدرة على أداء الحركات بشكل متناسق، ويُعرف العجز الجزئي أو التام عن القيام بهذه الحركات بشكل متناسق باسم اللابراكسيسيَّة.